# 阿利科查湖
9°15′03″S 77°27′33″W / 9.25083°S 77.45917°W

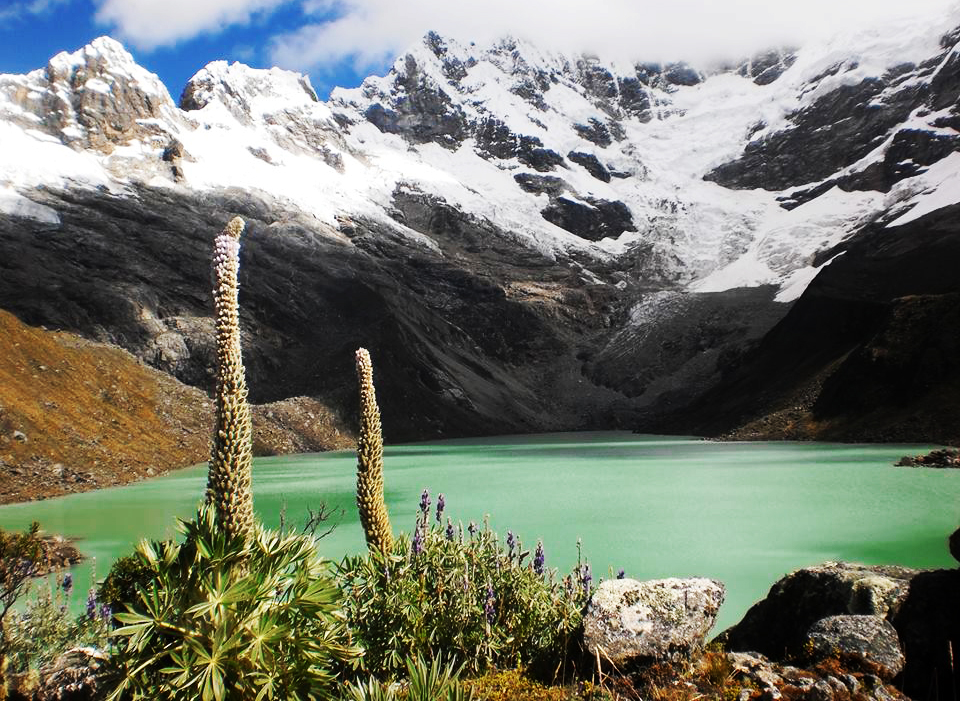

阿利科查湖（西班牙語：Allicocha），是秘魯的湖泊，位於該國北部安卡什大區，由阿松森省的查卡斯區負責管轄，處於科帕山西南面，長0.2公里、寬0.11公里，海拔高度4,543米。